# Loxosomatoides sirindhornae
Loxosomatoides sirindhornae is een soort in de taxonomische indeling van de kelkwormen (Entoprocta). 
De worm behoort tot het geslacht Loxosomatoides en behoort tot de familie Pedicellinidae. De wetenschappelijke naam van de soort werd voor het eerst geldig gepubliceerd in 2005 door Wood.